# 배드 뉴스 베어즈
배드 뉴스 베어즈(Bad News Bears)는 미국에서 제작된 리처드 링클레이터 감독의 2005년 코미디 영화이다. 빌리 밥 손튼 등이 주연으로 출연하였고 게이어 코신스키 등이 제작에 참여하였다.

## 출연

### 주연
- 빌리 밥 손튼
- 그렉 키니어
- 마샤 게이 하든

### 조연
- 새미 크래프트
- 리지 카니프
- 티미 디터스
- 카터 젠킨스
- 브랜든 크락스
- 제프 데이비스
- 세스 애드킨스
- 타일러 패트릭 존스
- 트로이 젠틸
- 판초 몰러

## 제작진
- 공동제작: 브루스 헬러
- 미술: 브루스 커티스
- 의상: 카렌 패치
- 배역: 조세프 미들톤